# Naturreservat Sonnebierg

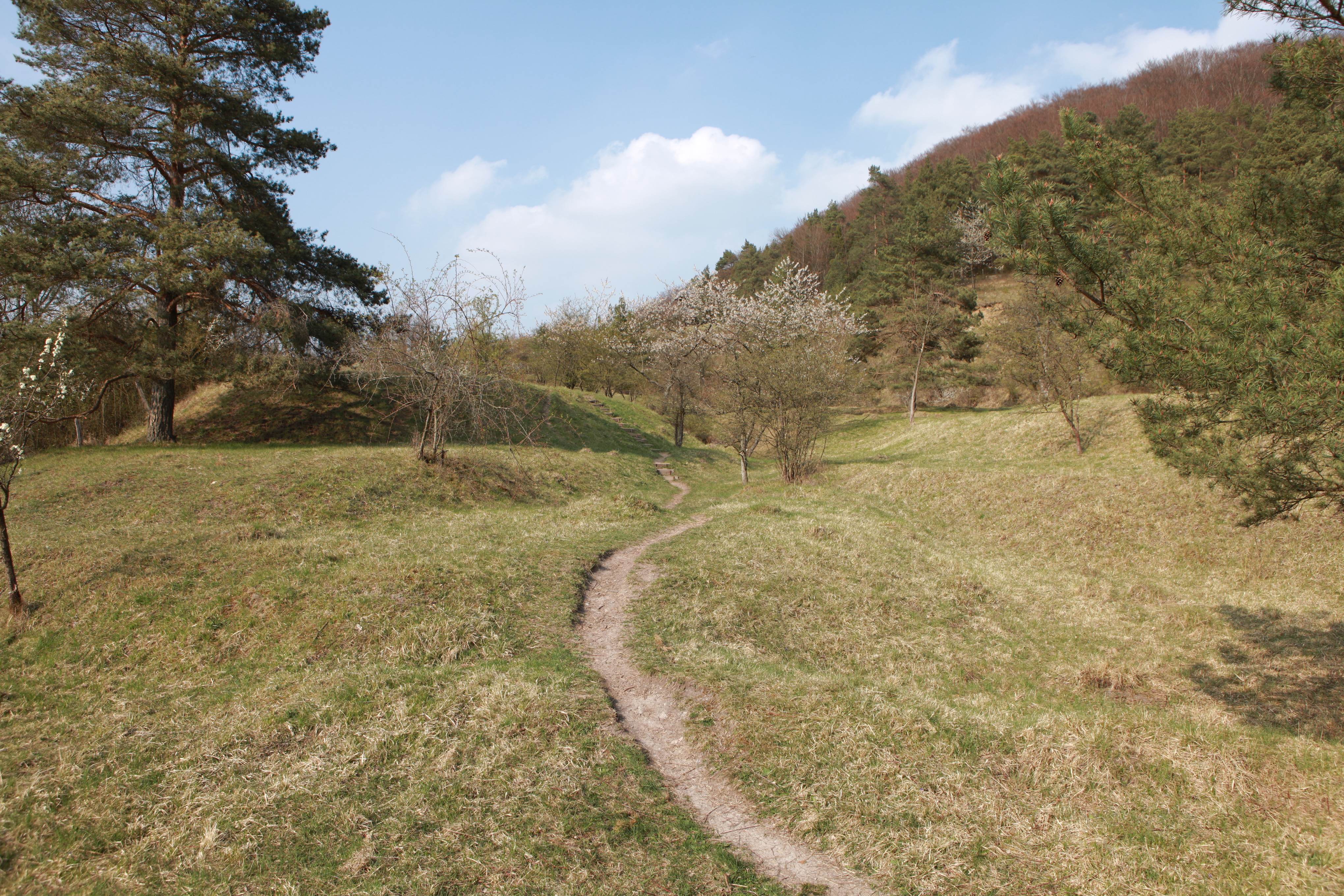
Naturreservat Sonnebierg

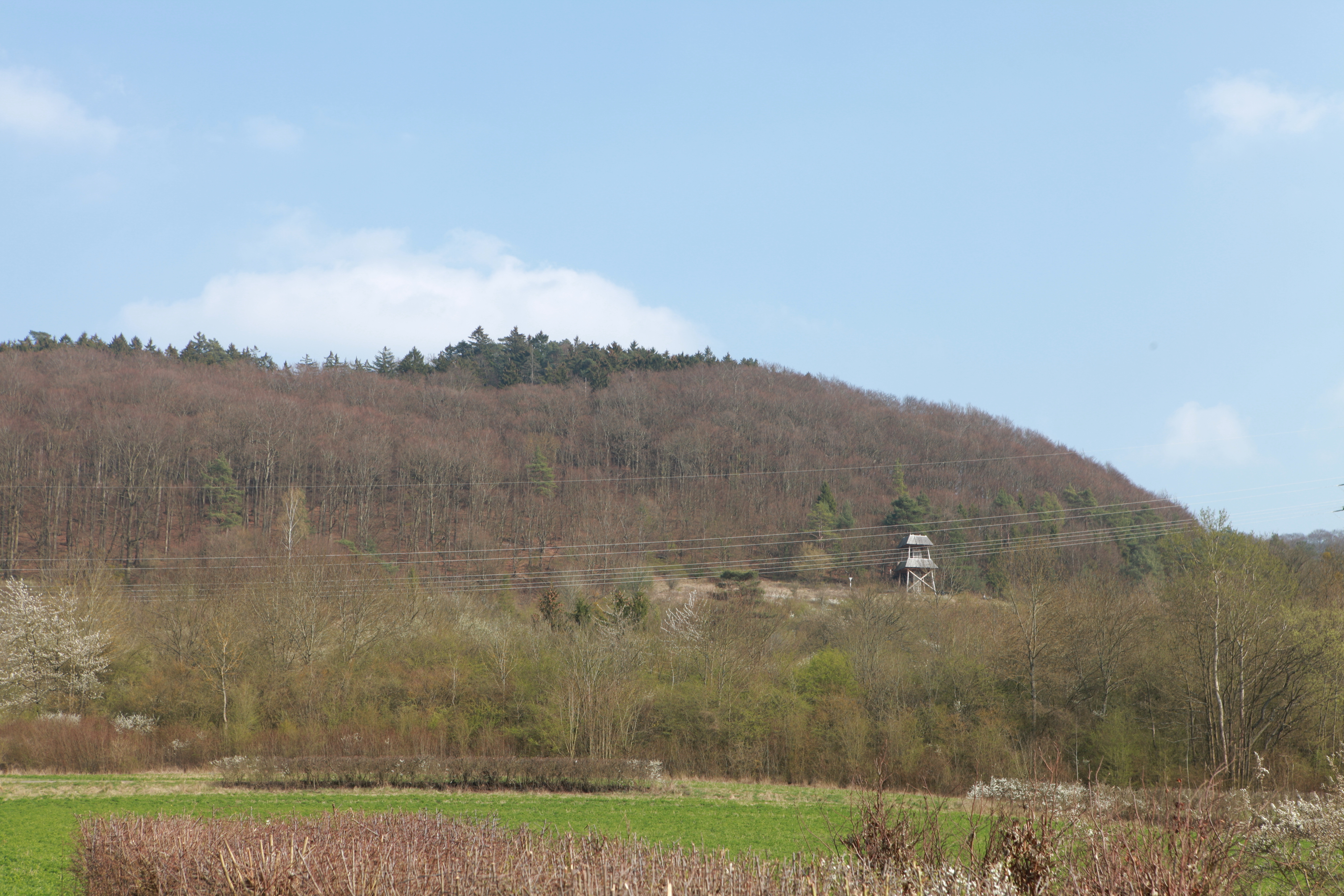
Sonnebierg

Das Naturreservat Sonnebierg befindet sich im luxemburgischen Ort Helmsingen, der zur Gemeinde Walferdingen gehört. Das 15,03 ha umfassende Gelände ist seit dem 31. Juli 1989 als Naturschutzgebiet ausgewiesen.

## Geologie
Der Sonnebierg liegt an einem Hang am östlichen Rand des Tales der Alzette. Dieser Fluss hatte sich im Laufe der Jahrtausende tief in den, dem mittleren Lias zuzurechnenden Luxemburger Sandsteins (li2) eingeschnitten und so die darunterliegenden Schichten freigelegt. Den Untergrund des Sonnebiergs bilden stratigraphisch Schichten aus dem mittleren Keuper (km3). Diese bestehen hauptsächlich aus bunten Mergeln mit dazwischenliegenden Bänkchen aus härterem hellgrauem Dolomit sowie einzelnen Gips und Kalzitnestern. An verschiedenen Stellen kommen auch Schichten aus massivem Gips vor. Diese bildeten die wirtschaftliche Grundlage des, mittlerweile stillgelegten, Walferdinger Gipsbergwerks.
Der hieraus resultierende Boden erinnert bei Trockenheit an eine ausgedörrte Sahelsteppe, bei Regen ist er, aufgrund der Lehmbestandteile wie Schmierseife.
Eines der hauptsächlichen Kennzeichen des Sonnebierg sind die zahlreichen Krater und Löcher, die überall auf dem Hügel sichtbar sind. Diese sind entstanden, da sich durch das Innere des Sonnebiergs die Stollen des Gipsbergwerks erstrecken, von denen etliche mittlerweile eingestürzt sind.

## Flora und Fauna
In diesem Naturreservat, einem Trocken- bzw. Halbtrockenrasengebiet, wachsen bis zu 150 verschiedene Pflanzenarten, darunter sind verschiedene Fransen-Enziane, der zur Gattung der Kranzenziane zählende Deutsche Fransenenzian sowie Thymian. Waren es 1961 noch 14 verschiedene  Orchideenarten, so ging diese Zahl bis 1996 auf sechs zurück. Als ursächlich hierfür wurde das gestiegene Nährstoffangebot durch zunehmende Verbuschung festgestellt. Als Gegenmaßnahme wird die Fläche seit 1991 ein bis zweimal im Jahr von einer Schafherde abgeweidet. Bei Bedarf wird auch per Hand gerodet. Seither sind zwei Orchideenarten wieder heimisch geworden.
Auf dem Sonnebierg sind 46 verschiedene Schmetterlingsarten, das sind die Hälfte aller in Luxemburg vorkommenden, heimisch. Auch für Heuschrecken ist das Gebiet ein wichtiger Standort, so sind mit deren 17 40 % aller in Luxemburg vorkommenden Arten zu finden. Für die im Gebiet vorkommenden Spinnen- und Zikadenarten liegen ebenfalls genauere Untersuchungen vor.

## Zugänglichkeit
Der Sonnebierg ist über mehrere Fußwege erschlossen, die allerdings, wie in Naturschutzgebieten üblich, nicht verlassen werden dürfen. Über das Gelände führt von Walferdingen aus der Wanderweg Reimerpad.  An der oberen Grenze des Sonnebiergs wurde 2010 ein von Pfadfindern aus Beggen und Walferdingen errichteter 12 Meter hoher Aussichtsturm eingeweiht.